# Benjamin Franklin Overton
Benjamin Franklin Overton (Mississipi, 1836 - Red River, Oklahoma, 1884). Governador chickasaw. Descendent dels fundadors de Memphis i només era en part indi, restà orfe de petit i va anar poc a l'escola. Es dedicà a l'agricultura fins que el 1874 fou nomenat governador chickasaw amb suport del Pullback Party (Indis Purs), i ho fou del 1874 al 1878 i del 1880 al 1884. Malgrat defensar els valors tradicionals indis, va fer ciutadans chickasaw tots els blancs del territori.